# Il ritmo della pioggia/L'amoroso
Il ritmo della pioggia/L'amoroso è un singolo di Orietta Berti pubblicato nel 1974 dalla casa discografica Polydor.

## Descrizione
La cantante con il brano Il ritmo della pioggia partecipa a Canzonissima 1974.
Il brano L'amoroso verrà ripubblicato in una nuova versione nel 1979 e farà parte dell'album Pastelli (album)

## Tracce
1. Il ritmo della pioggia
2. L'amoroso